# Linha de Torres Novas a Alcanena
A Linha de Torres Novas a Alcanena, popularmente conhecida como Rata Cega ou Comboio Menino, foi um caminho de ferro de via estreita entre a estação de Torres Novas, na Linha do Norte, e a localidade de Alcanena, em Portugal. O primeiro lanço, até à vila de Torres Novas, abriu em 16 de Maio de 1889, tendo a linha sido totalmente inaugurada até Alcanena em 1 de Fevereiro de 1893. No entanto, teve uma duração efémera, uma vez que o tráfego foi suspenso logo em 30 de Junho de 1893.

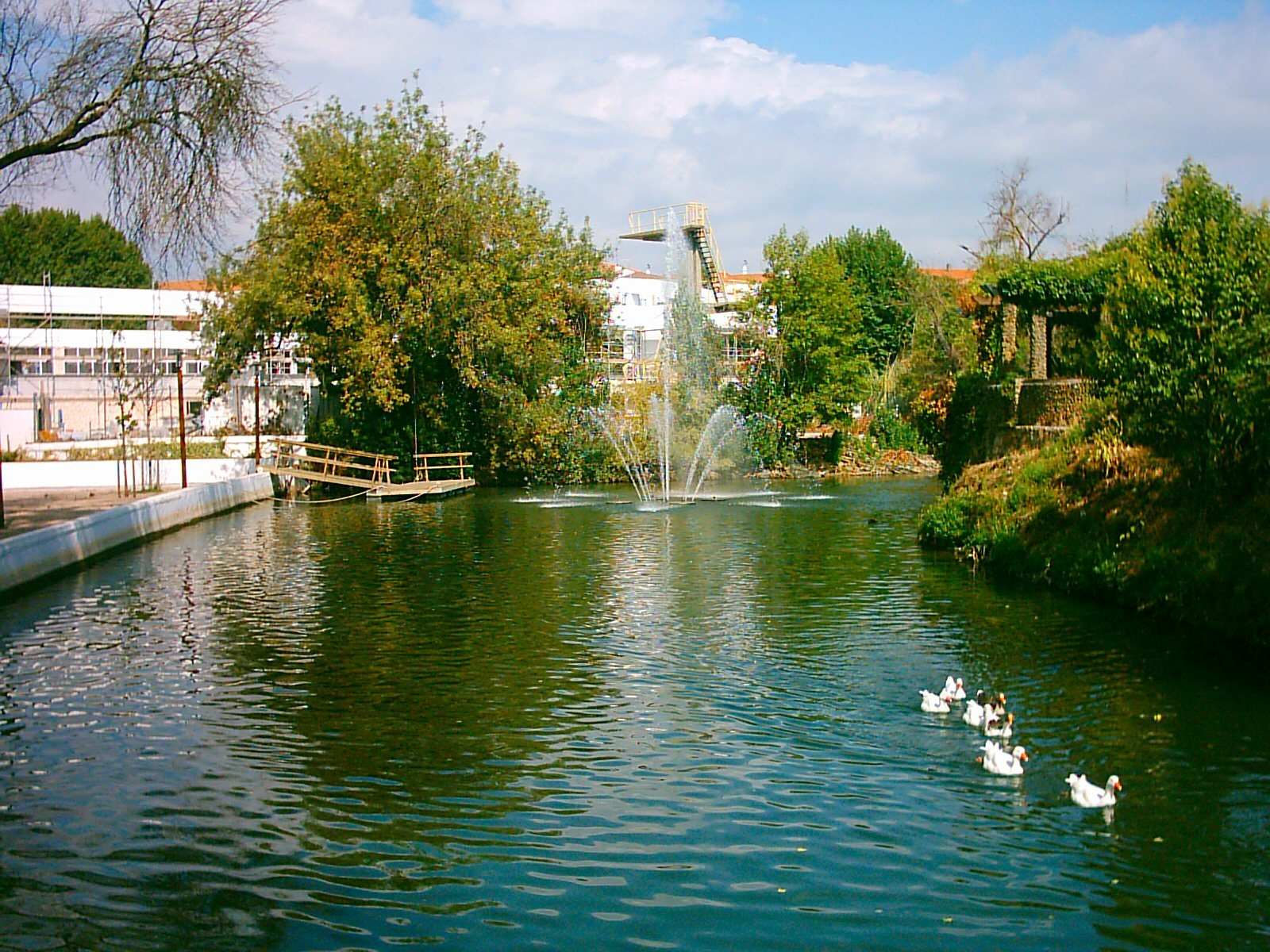
Trecho do Rio Almonda junto a Torres Novas.

## Descrição

### Exploração
A empresa que explorava esta linha era a Companhia de Caminhos de Ferro de Torres Novas a Alcanena, uma sociedade anónima criada pelo concessionário da Linha, o Barão de Matosinhos.

### Via e traçado
A Linha de Torres Novas a Alcanena era de bitola estreita, e tinha um comprimento de 21,500 Km. Utilizava o sistema do caminho de ferro americano, ou seja, a via férrea era quase totalmente assente sobre estrada, apenas possuindo alguns desvios em plataforma própria, principalmente para evitar os declives e outras dificuldades nas estradas. Na instalação dos carris foram principalmente aproveitadas a Estrada Distrital 70, e a Estrada Municipal de Torres Novas.
Iniciava-se junto à estação de Torres Novas, que durante o funcionamento deste caminho de ferro passou a denominar-se de Torres Novas - Leste.[carece de fontes?] Passava depois por Riachos, onde tinha um apeadeiro, atravessava o Rio Almonda numa ponte, e entrava na cidade de Torres Novas pela Rua da Várzea. Nesta vila tinha uma estação principal, denominada de Torres Novas ou Torres Novas - Villa.[carece de fontes?] Depois seguia pela Rua Almirante Reis, onde tinha a estação, e continuava pelas ruas Serpa Pinto, Actriz Virgínia, General José de Vasconcelos Correia, Primeiro de Dezembro, Cides, Direita de São Pedro e do Combóio Menino. Na zona de Samão, tinha um apeadeiro, que dava acesso a uma fábrica de tecidos, e seguia pela estrada até ao sítio de Senhora da Vitória, onde se fez um desvio em leito próprio para facilitar o acesso ao Alto de Bela Vista, onde foi instalado outro apeadeiro. Em seguida, passava junto à localidade de Lapas, e tinha um apeadeiro em Ribeira Branca, que também servia a localidade de Ribeira Ruiva, e depois outro no Alto da Ribeira. A partir deste ponto, a linha entrava num leito próprio, para evitar as acentuadas curvas e rampas naquele troço de estrada, voltando à estrada no sítio da Corrente de Ferro. Mais à frente, possuía um apeadeiro para servir a povoação de Barreira Alva, e seguia até ao centro de Zibreira, onde existia um outro apeadeiro, que também servia as fábricas de tecidos junto à nascente do Rio Almonda. Passava por Videla, onde tinha uma paragem, que também servia as localidades de Minde e de Porto de Mós, e depois por Gouxaria, onde tinha outra paragem. Após vencer uma acentuada rampa, a via passava por Ponte do Peral, e continuava a subir até chegar a Alcanena, onde circulava em leito próprio até à estação terminal, junto à avenida.
A circulação deste comboio provocou um grande número de acidentes, motivo pelo qual recebeu a alcunha de rata cega.

### Material circulante e serviços
O material motor era a tracção a vapor, contando-se, entre o material rebocado, carruagens de primeira classe. As reduzidas dimensões do material circulante deste caminho de ferro também lhe valeram a alcunha de comboio menino. Eram realizados serviços de passageiros e mercadorias, no sistema de tranvia.

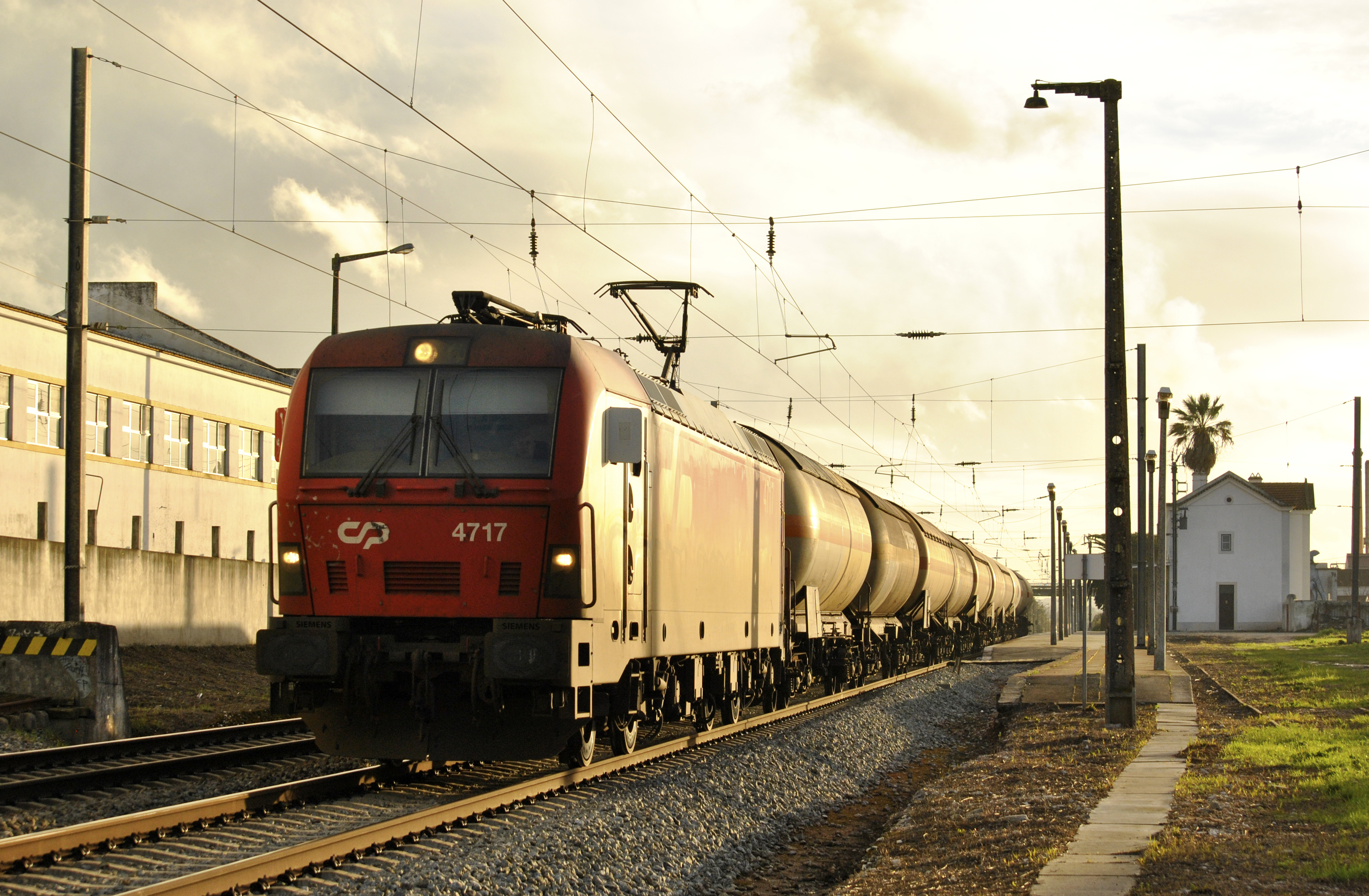
Estação de Riachos-Torres Novas-Golegã.

## História

### Antecedentes
No século XIX, foram feitas as primeiras tentativas em Portugal para implementar caminhos de ferro do tipo americano, ou seja, com carris assentes nas estradas, que apresentavam grandes potencialidades, devido aos seus reduzidos custos de construção e operação. Porém, as várias iniciativas para construir sistemas ferroviários americanos encontraram a resistência do governo central, tendo sido sido colocados vários obstáculos burocráticos, além de não serem emitidos os despachos relativos aos inúmeros requerimentos para a instalação de caminhos de ferro deste tipo. Esta situação só começou a mudar nos finais do Século, principalmente com a entrada do Visconde de Chanceleiros e de Tomás Ribeiro para a pasta das obras públicas.
A estação de Riachos-Torres Novas-Golegã situa-se no troço da Linha do Norte entre Santarém e Entroncamento, que foi aberto à exploração pela Companhia Real dos Caminhos de Ferro Portugueses no dia 7 de Novembro de 1862.

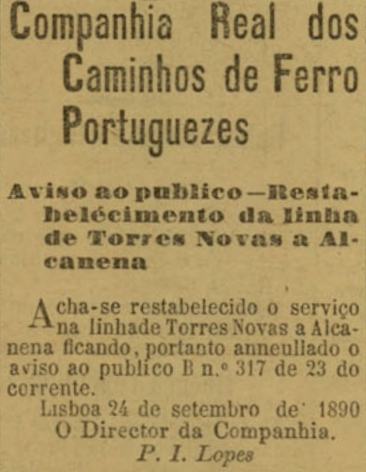
Aviso de 1890 da Companhia Real dos Caminhos de Ferro Portugueses, sobre a Linha de Torres Novas a Alcanena.

### Planeamento, construção e inauguração
Em 17 de Março de 1887, um alvará autorizou o Barão de Matosinhos a construir esta linha; este empresário formou, assim, a Companhia de Caminhos de Ferro de Torres Novas a Alcanena, para a qual trespassou a concessão. Para a construção da linha, foi contratada a Companhia Real dos Caminhos de Ferro Portugueses; o fornecimento do material circulante e as obras metálicas ficaram a cargo da Fabrique Métalurgique Belge, enquanto que a montagem dos equipamentos telefónicos foi realizada pelo industrial Herman. Durante o planeamento da linha, a autarquia de Torres Novas exigiu que a companhia responsável transformasse as suas ruas em largas avenidas, ou então não autorizaria a instalação da via férrea.
As obras começaram em 1888, tendo em Julho desse ano já sido instalados cerca de sete quilómetros de via. Durante a construção do troço junto ao Apeadeiro de Alto da Ribeira, ocorreu um acidente que vitimou nove trabalhadores. O primeiro lanço, de Riachos a Torres Novas, foi inaugurado em 16 de Maio de 1889. Em 1 de Janeiro de 1892, foi dada ordem para iniciar as obras até Alcanena. Em Novembro desse ano, previa-se que as obras iriam terminar em cerca de uma semana. Em finais de 1892, foram dadas ordens para acelerar as obras, de forma a estarem concluídas em Janeiro do ano seguinte, como estava previsto. Em 25 de Janeiro de 1893, o Diário Illustrado noticiou que em 2 de Fevereiro iria ser totalmente aberta ao serviço o lanço de Alcanena a Torres Novas. A linha foi totalmente inaugurada em 1 de Fevereiro de 1893. Para a cerimónia de inauguração da linha, em Fevereiro de 1893, foi organizado um serviço especial, para o transporte de convidados, que percorreu toda a linha. À passagem do comboio, foi sendo recebido pelos habitantes nas estações e apeadeiros. A cerimónia terminou em Alcanena, tendo sido acompanhada por música de uma filarmónica. Esta foi a primeira linha de tranvias a vapor sobre vias assentes em estrada, em Portugal.

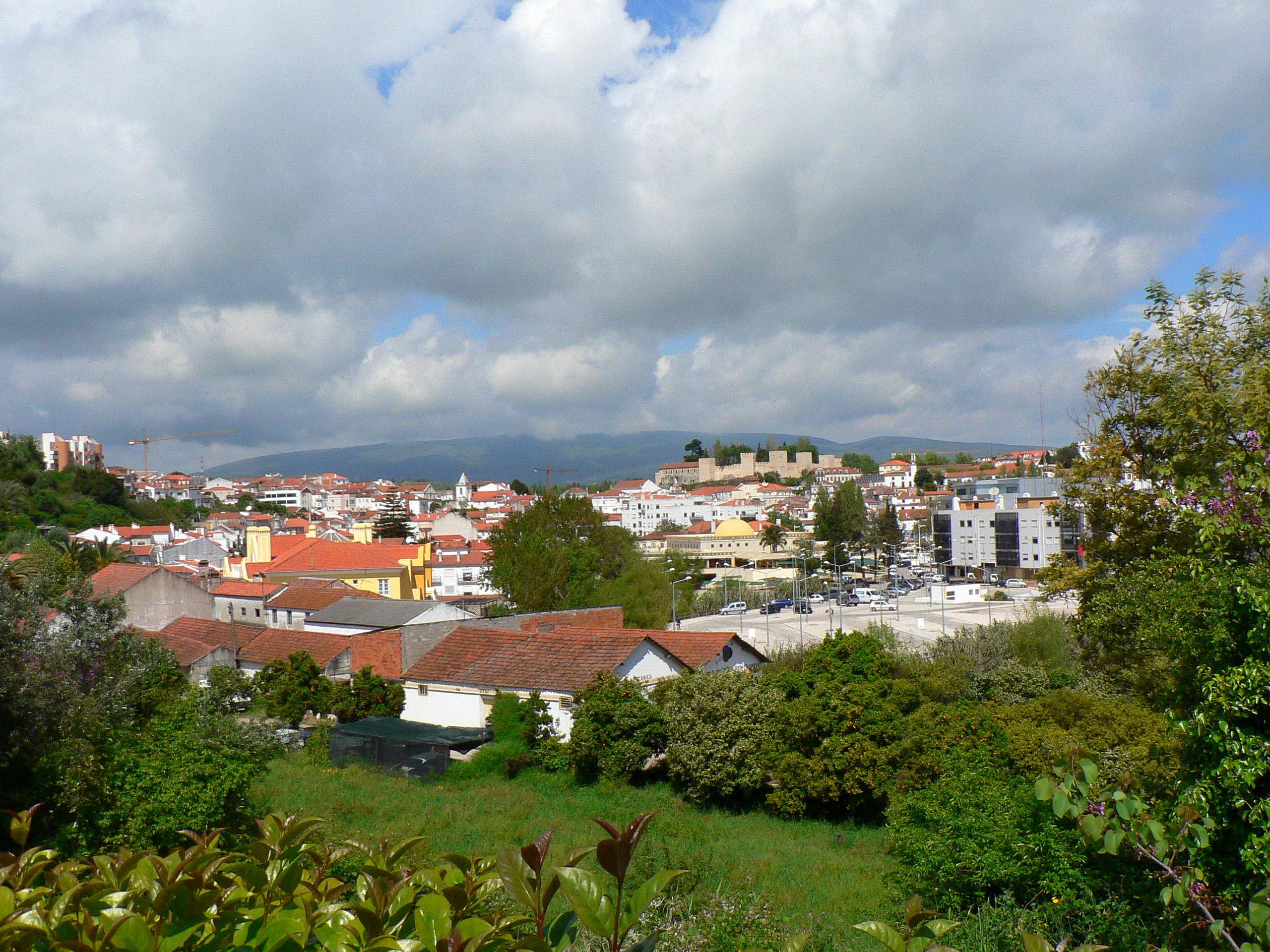
Vista geral de Torres Novas.

### Extinção
Em 30 de Junho de 1893, todos os serviços nesta linha foram suspensos, prevendo-se em Julho que o director da Companhia iria colocar a linha em praça no próximo mês. Em 1896, foi concluído o processo de liquidação do património imobilizado. Uma das razões apontadas para o fracasso deste caminho de ferro foi a crise financeira de 1890, que teve vários efeitos nefastos no transporte ferroviário em Portugal, durante a década seguinte. Ainda nos finais do Século XIX, o Barão de Matosinhos pediu a concessão de três caminhos de ferro americanos no Alentejo, ligando Sines a Casa Branca, e Évora a Mourão e Alandroal.
Já no século XX, foi proposta, embora tenha ficado por classificar, uma linha métrica desde o Entroncamento a Rio Maior, passando por Torres Novas e por Alcanena; este caminho de ferro foi concessionado em 1928 à Empresa Mineira do Lena, como parte de uma rede ferroviária que aquela companhia procurava construir na região, mas este plano foi cancelado devido aos problemas financeiros da empresa.